# Limnephilus santanus
Limnephilus santanus là một loài Trichoptera trong họ Limnephilidae. Chúng phân bố ở miền Tân bắc.